# ميغيل أونديتي
ميغيل أنجل أونديتي (14 مايو 1930 - 23 أغسطس 2004) هو عالم كيمياء أمريكي أرجنتيني المولد كان أول من قام بتصنيع الكابتوبريل وهو أول مثبط الإنزيم المحول للأنجيوتنسين "ACE" الذي يستخدم لعلاج مرض القلب، فاز ميغيل و زميله ديفيد كوشمان بجائزة لاسكر لعام 1999 لأجل "تطويرهم نهجًا مبتكرًا في تصميم الأدوية استنادا على بنية البروتين واستعماله لإنشاء مثبطات الإنزيم المحول للأنجيوتنسين، يُعتبر دواء فعال يؤخذ عن طريق الفم لعلاج ارتفاع ضغط الدم وفشل القلب ومرض الكلى السكري".
ولد وترعرع أونديتي في مدينة بوينس آيرس وحصل على درجة الدكتوراة في الكيمياء من جامعة بوينس آيرس في مسقط رأسه عام 1957، انتقل إلى معهد سكويب للأبحاث الطبية في عام 1960 بمدينة نيوجيرسي حيث أجرى هناك أبحاثا وطور الكابتوبريل في عام 1975.

## النشأة
ولد ميغيل أي. أونديتي في عاصمة الأرجنتين بوينس آيرس بتاريخ 23 مايو 1930، كان أونديتي من أصل إيطالي فأمه كانت إيطالية أرجنتينية المولد بينما كان والده من عائلة هاجرت أولًا من إيطاليا إلى باريس ثم إلى الأرجنتين وبالرغم من ذلك فقد اعتبر أونديتي نفسه " أول جيل من الأرجنتينيين في عائلته"، مارس والد أونديتي حرفة متوارثة في عائلته وهي صنع أثاث الحدائق من الاسمنت المحاكي لشكل جذوع الأشجار وبعد منتصف ثلاثينيات القرن العشرين أصبح حارسًا ليليًا وكانت والدة أونديتي ربة منزل تعتني بميغيل وأخيه الوحيد الذي يكبره بعامين، أول تجربة لميغيل مع الكيمياء كانت التجريب مع أخيه الأكبر حيث حاول ميغيل طلاء سكين بالكهرباء باستخدام محلول كبريتات النحاس ولكن التجربة انتهت بإصابته بصعقة كهربائية.

## التعليم
ذهب كلا الأخوين أونديتي إلى مدرسة ثانوية مهنية لدراسة المحاسبة وإدارة الدفاتر وفي عمر 16 عمل ميغيل أونديتي في وظيفة نهارية بينما ينجز دراسته ليلًا. صرح أونديتي في مقابلة له عام 1995 "لكن عندها كنت مهتمًا بأن أصبح عالمًا بالفعل وهذا أعتقد منذ السنة التي بدأت فيها المرحلة الثانوية"، ينبع اهتمام ميغيل بالكيمياء من الكتب التي كان يستعيرها من المكتبة العامة.
شهد أونديتي انتكاسة كبيرة بعد تخرجه من المدرسة الثانوية التجارية فقد رفض طلب التحاقه بجامعة بوينس آيرس لعدم حصوله على شهادة من مدرسة ثانوية أكاديمية، لم ييأس أونديتي بل راجع دروسه واستلم شهادته الأكاديمية في غضون عامين فقط وبذلك قبلته جامعة بوينس آيرس في برنامج الكيمياء.
قام أونديتي بدعم نفسه ماديًا أثناء سنين دراسته في الجامعة  مستخدما شهادته الثانوية الأولى من خلال العمل كمحاسب، فقد استطاع أن يجد عملا مبكرا في وزارة الطاقة مما أتاح له حضور حصص المختبر المطلوبة في فترة ما بعد الظهيرة، كانت تجربة أونديتي مع مختبر الكيمياء مختلفة عن معرفته السابقة في المحاسبة لكنها لم تكن منفرة.
صرح أونديتي أن اهتمامه الرئيسي كان علم الأحياء "لكن لا أحد يستطيع فهم الأحياء بدون معرفته بالكيمياء" واستخدم هذا الشعار لتحفيزه على دراسة الكيمياء، استخدمت هذه الفلسفة لاحقًا طوال الثلاثين سنة الماضية بعد فترة طويلة من تصريح أونديتي بهذه الحقيقة.
درس أونديتي الكيمياء في بداية خمسينيات القرن الماضي، كان البرنامج الدراسي في جامعة بوينس آيرس مشابهًا لبرنامج البكالوريوس/الماجستير المشترك في التعليم الأمريكي، حيث أمضى خمس سنوات في دراسة الكيمياء العضوية وغير العضوية والكيمياء الفيزيائية والكيمياء الحيوية والكيمياء التحليلية، كان هذا إجراء معياريًا في ذلك الوقت مع الانتقال إلى برنامج أكثر تخصصًا خلال السنة الرابعة لأونديتي مما جعله أحد آخر المستفيدين من الشهادة العامة، كان المنطق وراء البرنامج الدراسي الواسع للغاية هو أن الكيميائيين بحاجة إلى الاستعداد لجميع أنواع الصناعات مثل الطلاء أو البتروكيماويات أو صناعة الأدوية.
في نهاية الخمس سنوات الدراسية لأونديتي استلم شهادة الإجازة الجامعية في عام 1955 وفي خمسينيات القرن العشرين شهدت الأرجنتين إضطرابات سياسية ونموا اقتصاديا بطيئا، نتيجة لذلك فقد انتقل الكثير من أساتذة الجامعات إلى وظائف صناعية وكان من ضمنهم رئيس قسم الكيمياء العضوية في جامعة بوينس آيرس الدكتور فينانسيو ديولوفو، قبل أونديتي لاحقا منحة تدريبية في البحث العلمي مقدمة من معهد سكويب بناء على اقتراح من زميله في الصف.

## حياته المهنية المبكرة

### معهد سكويب للبحوث الطبية في الأرجنتين
أعطت الحكومة الأرجنتينية رخصة حصرية لشركة سكويب لتصنيع المضادات الحيوية في البلاد ولإكمال مصنع التخمير أنشأت سكويب معهدها للبحث العلمي، قدمت هذه الخطوة فرصة فريدة لأونديتي، حيث سنحت له العمل في أحد أكثر المختبرات المتقدمة في الأرجنتين مع علماء من الطراز العالمي مثل الدكتور ديولوفيو والدكتور ألفريدو سورديللي. كانت هناك ميزة أخرى لمختبرات سكويب وهي أن أونديتي لم يكن موظفًا رسميًا لأنه باحث علمي عن طريق المنحة وهذا مكنه من التركيز على أطروحته.
كان د. ديولوفيو رئيس قسم الكيمياء في سكويب وشملت اهتماماته كيمياء أشباه القلويات والكربوهيدرات، عمل أونديتي على مضض على الكربوهيدرات لمدة عام واحد وبعد ذلك عرض عليه ديولوفيو وظيفة في سكويب لكنه رد بالرفض، ذكر مبررا" لقد رفضت العرض لأن ديولوفيو كان عالمًا بارزًا لكنه كان باردًا جدًا في التفاعل مع معاونيه". بعد أن عمل في شركة أخرى لمدة أسبوع أدرك أونديتي خطأه وعاد إلى شركة سكويب حيث استلم منصبًا هناك واستكمل العمل على أطروحته في عام 1957، ثم حصل أونديتي على درجة الدكتوراه في عام 1960 من جامعة بوينس آيرس.
ركز أونديتي على كيمياء أشباه القلويات بصفته موظفًا لدى سكويب، سمح التنوع البيولوجي الغني للأرجنتين شركة سكويب بفحص العديد من النباتات بحثًا عن شبه قلويات فريدة ونافعة وأي أدوية مرشحة محتملة كان يتم اختبارها في معهد سكويب للأبحاث في مدينة نيو برونزويك في نيو جيرسي.
كان يترأس معهد سكويب للأبحاث أسجر ف. لانجليكي الذي كان يزور المختبر الأرجنتيني مرة في السنة وفي عام 1960 عرض على أونديتي وظيفة للعمل في مختبر نيوجيرسي، في غضون يومين قرر أونديتي أن يأخذ الوظيفة في نيوجيرسي براتب 7800 دولار سنويًا.

### معهد سكويب للأبحاث الطبية في نيوجيرسي
كان لدى أونديتي العديد من العقبات التي ينبغي عليه تخطيها للعمل في الولايات المتحدة، في الأصل كانت معظم خبرة أونديتي في اللغة الإنجليزية من كتب الكيمياء الدراسية ومما يثير الدهشة فإن أكبر حاجز لغوي لأونديتي لم يكن من الإسبانية إلى الإنجليزية وإنما كان الإنتقال من الإنجليزية البريطانية إلى الأمريكية ولحسن حظه فقد وجد مدرسًا للغة الإنجليزية في أمريكا، عموما فقد استمتع أونديتي بانتقاله إلى أمريكا مستشهدا بسهولة العثور على سيارة وشقة.
كما تم تحسين البحث الذي عمل عليه أونديتي أيضًا، فبدلا من إرسال العينات من الأرجنتين إلى الولايات المتحدة أصبح يحضرها إلى آخر الردهة. عُيّن أونديتي في مجموعة أبحاث تخليق الببتيد وعلى عكس ردة فعله الأولى على كيمياء الكربوهيدرات فقد كان مسرورا لأنه استمتع بالتواصل مع علماء الأحياء، حظي أونديتي بشهرة في مجال تخليق الببتيد على مدى السنوات التسع التالية وأصبح في منصب رئيس قسم كيمياء الببتيدات، بعد هذه الترقية قرر ميغيل وزوجته جوزيفين البقاء في أمريكا بعد أن كانوا من قبل يفكرون في احتمالية العودة خلال فترة انتقالهم الأصلية.
أثناء ستينات القرن العشرين كانت تعتبر الببتيدات من المواد المرشحة بقوة لأن تكون أدوية  بحثت مجموعة أونديتي حول تركيبة من الأنسولين و ببتيدات السم، في منتصف ستينات القرن العشرين أنشأ المدير فريق عمل متخصص في الببتيدات وبهذا الترتيب الجديد؛ أصبح أونديتي يعمل مع إيميلي سابو. أثناء جهود شركة سكويب لتصنيع هرمون السيكريتين توقف أونديتي عن حمل دفتر ملاحظات المختبر فقد اعتبرأن سابو كيميائية دقيقة وماهرة حتى أنه عهد إليها بإجراء جميع التجارب. وفي نهاية ستينات القرن الماضي استبعدت الببتيدات من كونها أدوية مرشحة.
انتقل ميغيل أونديتي إلى المجموعة المتخصصة في الهرمون الهضمي في منتصف ستينيات القرن العشرين وكان أول هرمون تدرسه مجموعة اونديتي هو هرمون الهضم الكوليسيستوكينين، قدم هذا المنتج تحديات فريدة بسبب الكميات الصغيرة التي تستخدم في التفاعلات ولسوء الحظ فإن المقاييس الحيوية لم تكن كمية بالقدر الكافي لاستعمالها في النتائج ولم تسر التفاعلات الكيميائية بشكل جيد مع هذه الكميات المنخفضة.

### تطوير الكابتوبريل
غيرت الشركة أهدافها مع الرئيس الجديد لمعهد سكويب الدكتور أرنولد دي ويلش في عام 1967، أصبحت أدوية أمراض القلب والأوعية الدموية محط التركيز،كسب أونديتي الإلهام من عمله السابق على الببتيدات. إن الببتيدات هي مكونات حيوية ضرورية في الجسم الحي لكن الببتيداز تشق الببتيدات مما يقلل من فائدتها كأدوية وعن طريق تثبيط هذه الببتيداز يمكن للمرء أن يزيد من نشاط أدوية الببتيد.
بدأ أونديتي العمل على عزل مثبطات الإنزيم المحول للأنجيوتنسين إلى أن توقف في عام 1963، ثم يليه تفكك برنامج الببتيد. استأنف أونديتي العمل غير الرسمي على مثبطات الإنزيم المحول للأنجيوتنسين بعزم قوي في عام 1974 وصرح "قلنا أن هذا هو الشيء الذي يتعين علينا القيام به". كانت الخطوة الأولى في تصنيع الكابتوبريل هي تحديد خصائص الإنزيم التي تكتشف عن طريق مقارنته بإنزيم آخر هو كربوكسي ببتيداز أي، حاولت مجموعته آلاف المركّبات من مكتبة سكويب لكن لم تسفر أي منها عن نتائج مرضية.
بعد قراءة كتابات بايرز وولفيندن التي تتناول الببديتات وضح أونديتي عيوبًا في منطقهم، قال إن استخدام مادة رابطة كيميائية قوية للزنك في الإنزيم سيزيد من نشاطه واستقر على استخدام مجموعة السَلفهيدريل التي ترتبط بقوة بالزنك، لاحقا اكتشف أونديتي الكابتوبريل وهو مثبط الإنزيم المحول للأنجيوتنسين ذو نشاط أفضل بكثير من المركبات السابقة.
نشر أونديتي ورقته البحثية الأساسية في عام 1977 حول تركيبته في مجلة العلوم وأجريت أولى التجارب على البشر في سويسرا؛ لأن القوانين الأوروبية لاختبار الأدوية كانت أقل صرامة. وصل دواء الكابتوبريل السوق الأمريكي في عام 1982 وحقق نجاحًا تجاريًا ضخمًا لشركة سكويب، كما كان أحد أول أدوية القلب الناجحة التي مهدت الطريق لكثير من الأدوية بعده.

## رحلته المهنية اللاحقة
استمتع أونديتي بنجاحه في تصنيع دواء الكابتوبريل وبقي ناشطًا في عالم البحث العلمي مكتسبًا براءات اختراع في الأعوام 1985 و1992 و1993. اعترفت شركة سكويب بمهاراته القيادية حيث قدموا له العديد من الترقيات وبعد اكتشافه لـلكابتوبريل تمت ترقيته لأن يصبح نائب الرئيس لقسم البحوث الأساسية، أما في العشر سنوات التالية فقد تقلد أونديتي المزيد من الأدوار القيادية في قسم أبحاث القلب والأوعية الدموية والتمثيل الغذائي متوجًا في ترقياته بمنصب النائب الأول للرئيس في قسم القلب والأوعية الدموية والتمثيل الغذائي في عام 1990.
تقاعد أونديتي في السنة التالية عام 1991 وعاش في برنستون في نيو جيرسي، منح أونديتي ميدالية بيركين المرموقة وأجرى جيمس ج. بونينج من مؤسسة التراث الكيميائي مقابلة مع أونديتي في عام 1995 لبرنامج التاريخ الشفوي في مؤسسة التراث الكيميائي.
توفي ميغيل أي. أونديتي في 23 أغسطس 2004.

## منشورات
- أونديتي إم أي, سابو إي إف. مثبطات الإنزيم المحول للأنجيوتنسين من سم بوثروبس جاراراكا. العزلة، توضيح الهيكل والتوليف والكيمياء الحيوية 1971؛ 10 (22): 4033–4039.
- أونديتي م أ, روبن ب, كوشمان د و. تصميم مثبطات محددة للإنزيم المحول للأنجيوتنسين: فئة جديدة من العوامل الخافضة للضغط النشطة عن طريق الفم، العلوم 1977؛ 196 (4288): 441-444.

## براءات الاختراع
- براءة اختراع من الولايات المتحدة 3,740,385 " "مشتقات الطرف الأميني من السكريتين"، قدمت في مايو وصدرت في يونيو 1973.
- براءة اختراع من الولايات المتحدة  4,199,512 "مركبات لتخفيف ارتفاع ضغط الدم"، قدمت في سبتمبر 1978 وصدرت في أبريل 1980.
- براءة اختراع من الولايات المتحدة 4,154,935 "أحماض الهالوجين البديلة للميركابتواسيل أمينية"، قدمت في سبتمبر 1978 وصدرت في مايو 1978.
- براءة اختراع من الولايات المتحدة 4,241,076" أحماض ميركابتو اسيل الأمينية المهلجنة البديلة"، قدمت في مايو 1979 وصدرت في ديسمبر 1980.
- براءة اختراع من الولايات المتحدة 4,339,600 "مركبات لتخفيف ارتفاع ضغط الدم المرتبط بـ الأنجيوتنسين"، قدمت في فبراير 1978 وصدرت في يوليو 1982.
- براءة اختراع من الولايات المتحدة 4,722,810"مثبطات إنكيفاليناز"، قدمت في أغسطس 1986 وصدرت في فبراير 1988.

## تكريمات وجوائز
- جائزة ألفريد برغر في الكيمياء الطبية من مجمع الكيمياء الأمريكي في 1981.[6]
- جائزة توماس ألفا أديسون لبراءة الاختراع من مجلس البحث والتطوير في نيو جيرسي في 1983.
- جائزة سيبا لأبحاث ارتفاع ضغط الدم من جمعية القلب الأمريكية ومجلس أبحاث ارتفاع ضغط الدم في 1983.
- جائزة إدوارد روبنسون سكويب من رئيس مجلس الإدارة نن شركة إي آر سكويب وأولاده، 1986.
- جائزة المساهمات في العلوم الطبية من رابطة مصنعي الأدوية والمجلس الوطني للصحة في 1988.
- جائزة مخترع العام من مؤتمر المخترعين في نيوجيرسي في 1988.
- ميدالية بيركين من جمعية الصناعة الكيميائية وتحديدًا القسم الأمريكي في 1991.
- جائزة مؤسسة وارن ألبرت من كلية الطب بجامعة هارفارد في 1991.
- جائزة الاختراع الإبداعي من الجمعية الكيميائية الأمريكية في 1992.
- جائزة هيرمان بلوخ للتميز العلمي في الصناعة من جامعة شيكاغو في 1992.
- جائزة لاسكر ديباكي للبحوث الطبية السريرية في 1999.